# Qiyâmah
Qiyâmah er det islamske koncept om dommedag. Troen på dommedagen er grundlæggende i islam, og prøvelserne associeret med Qiyâmah er nøje beskrevet både i Koranen og i hadith. Ifølge Koranen vil alle mennesker blive holdt ansvarlige for sine handlinger ved dommedag.